# تل بلند آلونی
تل بلند آلونی، مربوط به دوران پیش از تاریخ ایران باستان است و در شهرستان خانمیرزا و شهر آلونی واقع شده است. این اثر در تاریخ ۲۴ فروردین ۱۳۸۲ با شمارهٔ ثبت ۸۲۴۸ به‌عنوان یکی از آثار ملی ایران به ثبت رسیده است.